# Консовський Михайло Владиславович
Михайло Владиславович Консовський (15 вересня 1911, село Малинки, тепер Погребищенського району Вінницької області — 21 березня 2000, село Красенівка Чорнобаївського району Черкаської області) — український радянський діяч, директор радгоспу імені Комінтерну Чорнобаївського району Черкаської області, Герой Соціалістичної Праці (1965). Депутат Верховної Ради УРСР 6—8-го скликань. Член Ревізійної Комісії КПУ у 1966—1971 р.

## Біографія
Народився у родині селянина-бідняка. Трудову діяльність розпочав у 1927 році слюсарем шахти, забійником шахт на Луганщині.
У 1933 році закінчив Кременчуцький технікум механізації сільського господарства. Працював механіком радгоспу в Київській області.
У жовтні 1941 — 1945 роках — у Червоній армії, учасник німецько-радянської війни. Служив електромеханіком, майстром моторного і механіко-токарного цехів авторемонтних майстерень 135-го окремого автотранспортного батальйону 35-го району авіаційного базування 8-ї Повітряної Армії Південного фронту.
Член ВКП(б) з 1944 року.
У жовтні 1945 року повернувся в село Красенівку, де працював у радгоспі.
З 1950 року — директор радгоспу імені Комінтерну селища Комінтерн Красенівської сільської ради Чорнобаївського району Черкаської області. Понад 40 років очолював радгосп.
Потім — на пенсії.

## Нагороди
- Герой Соціалістичної Праці (31.12.1965)
- три ордени Леніна (31.12.1965)
- два ордени Трудового Червоного Прапора (7.12.1950, 1951)
- орден Вітчизняної війни II-го ст. (6.04.1985)
- орден Червоної Зірки (10.07.1943)